# Palácio da Cultura (Iași)
O Palácio da Cultura (em romeno:  Palatul Culturii) é um edifício localizado em Iaşi, na Romênia. O edifício serviu como Palácio Administrativo e da Justiça até 1955, quando seu destino foi alterado, sendo atribuído aos quatro museus hoje em dia unidos sob o nome de Complexo Nacional de Museus da Moldávia. Além disso, o edifício abriga o Centro de Conservação e Restauração do Patrimônio Cultural e abriga várias exposições e outros eventos.
O Palácio da Cultura está listado no Registro Nacional de Monumentos Históricos.

## História

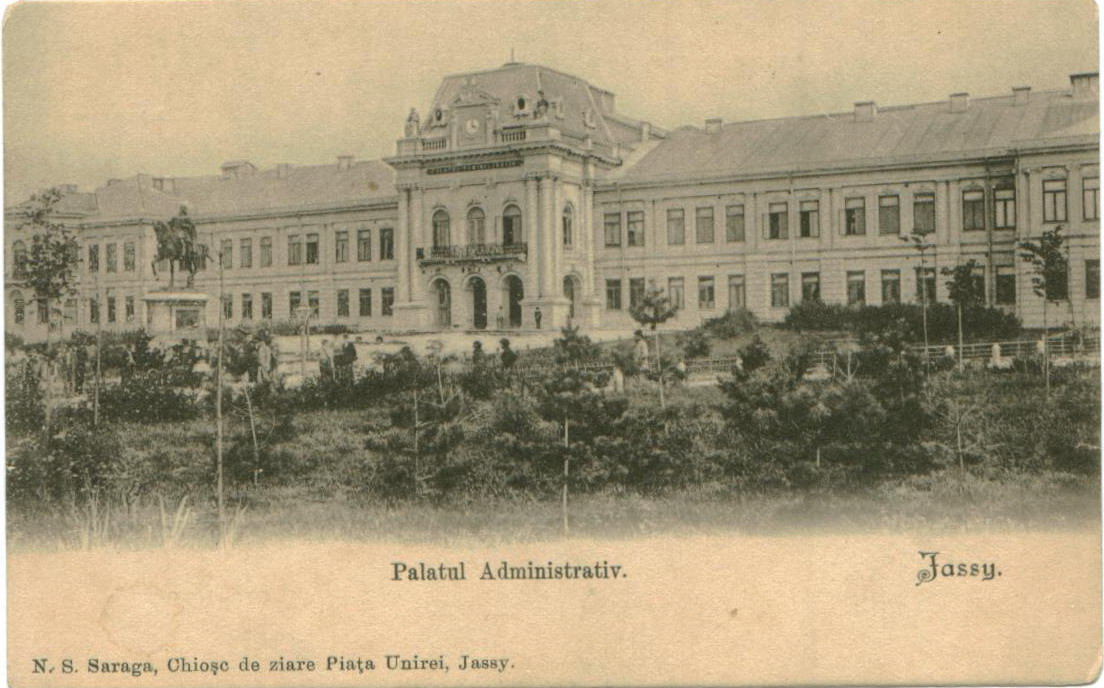
O antigo Palácio Principesco da Moldávia (mais tarde renomeado Palácio Administrativo) após a última reforma (1883)

Localizada no perímetro da corte principesca medieval da Moldávia (de 1434), a construção foi concebida como um projeto de reconstrução e expansão do antigo palácio principesco da Moldávia, datado da época do príncipe Alexandru Moruzi (1803-1806, arquiteto Johan Freywald) e reformado pelo príncipe Mihail Sturdza (1841–1843, arquiteto Nicolae Singurov), preservando as fundações e os dois primeiros andares. Foi a partir deste último edifício que o Palácio herdou a lenda dos 365 quartos, tantos quanto os dias de um ano.
O arquiteto romeno I. D. Berindei foi designado para planejar e conduzir o processo de reconstrução. Ao contrário do antigo palácio, construído em estilo neoclássico, Berindei optou por projetá-lo em um estilo neogótico extravagante.
Iniciadas em 1906–1907, as obras foram interrompidas durante a Primeira Guerra Mundial, devido à limitação de recursos, mas o edifício inacabado abrigava tropas romenas e russas e diferentes instituições públicas e hospitais militares. O monumento foi finalmente concluído em 11 de outubro de 1925 e inaugurado oficialmente um ano depois, pelo rei Fernando I da Romênia.
O edifício abrigou o Tribunal de Direito do Condado e outras instituições públicas até 1955, quando recebeu uma função cultural exclusiva. Durante a Segunda Guerra Mundial, o Palácio abrigou tropas alemãs e, em seguida, tropas soviéticas.
Em 1975-1977, a ponte de madeira do último andar foi substituída por uma de cimento, fixada com rede de aço. A nova ponte aguentou o monumento durante o terremoto de 1977, mas a ponte do primeiro andar, as paredes, os ornamentos e as obras de relevo foram afetadas. Um projeto de restauração em larga escala, considerado um dos mais complexos na Romênia desde 1990, começou em 2008. Os principais trabalhos foram concluídos em abril de 2016.
Entre 1955 e 2010, o Palácio da Cultura também abrigou o principal ramo da Biblioteca do Condado de Iași.

## Arquitetura

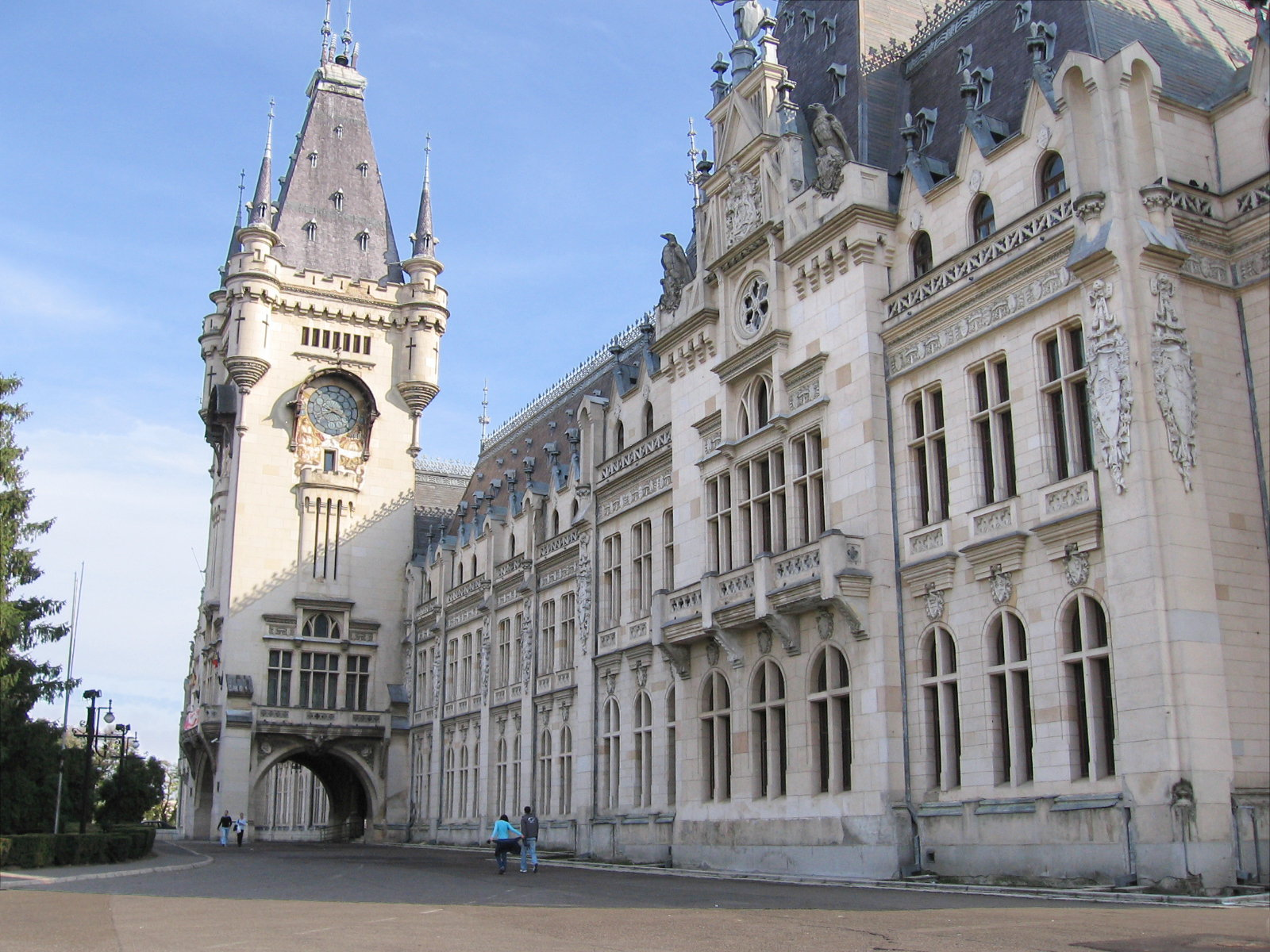
Uma visão mais próxima do Palácio da Cultura

O Palácio possui 298 quartos amplos com uma área total de 34.236 m², 92 janelas na parte frontal do edifício e outras 36 no interior do edifício.
Decorativamente, o salão central mostra um mosaico figurativo, incluindo várias representações de um bestiário gótico, concentradas: águias de duas cabeças, dragões, grifos, leões. O salão é sobreposto por uma sala de teto de vidro, onde inicialmente estava uma estufa.
Apesar de seu design arcaico, o Palácio foi projetado com materiais e tecnologias modernas. Assim, os blocos de pedra foram substituídos por materiais leves e muito mais baratos. Além disso, alguns quartos foram decorados com um material especial licenciado por Henri Coandă, com o nome de bois-ciment e imitando a madeira de carvalho. Elementos decorativos de ferragens também são notáveis e podem ser admirados, por exemplo, nas portas do Salão dos Voivodes. O edifício também estava equipado com instalações de alta tecnologia para a época, como iluminação elétrica, aquecimento (pneumático), sistema de ventilação, termostato e aspiradores de pó, todos direcionados da sala de máquinas, no subsolo. Levando em conta também os 14 incêndios que atingiram os prédios anteriores, Berindei (o arquiteto principal) tratou a estrutura de madeira do sótão com um produto ignífugo chamado orniton, enquanto no telhado ele utilizou um material especial, chamado eternite.

### Torre do Relógio
A entrada do palácio é através de uma grande torre de menagem, com ameias e alcovas dominadas por uma águia de asas abertas. A torre é a peça arquitetônica central do palácio. Em cada um dos três lados expostos, há uma face do relógio com um diâmetro de 3,25 metros. Os mostradores do relógio são decorados com vitrais representando os 12 signos astrológicos. Dois rapazes vestidos com trajes nacionais são pintados nas laterais dos relógios que guardam o relógio (elemento de design inspirado no Castelo de Peleș). Os vitrais e as ameias em forma de cruz são eletricamente iluminados durante a noite. O carrilhão na torre possui 8 sinos que tocam a cada hora a música Union Hora, com a ajuda de um tambor com 69 pinos.

## Complexo do Museu Nacional da Moldávia
O Complexo do Museu Nacional da "Moldávia" (em romeno:  Complexul Muzeal Național "Moldova") abriga quatro museus localizados no Palácio da Cultura: Museu de Arte, Museu de História da Moldávia, Museu Etnográfico da Moldávia e Museu de Ciência e Técnica "Ștefan Procopiu". Os museus também compreendem lojas e bibliotecas próprias, além de salas para exposições temporárias.

### Museu de Arte
O Museu de Arte, fundado em 1860, é o mais antigo e possui a maior coleção de arte da Romênia, com mais de 8.700 obras, das quais 1.000 pertencem ao patrimônio nacional e universal. Localizado no primeiro andar do palácio, possui 24 salas para exposições permanentes, organizadas em três galerias (Galeria de Arte Universal, Galeria de Arte Moderna Romena e Galeria de Arte Contemporânea). As galerias contêm obras de artistas como Caravaggio, Paolo Veronese, Pietro Liberi, Carlo Dolci, Salvator Rosa, Francesco Solimena, Bartolomé Esteban Murillo, Anthony van Dyck, Anthony van Dyck, Jan Both, Bartholomeus van der Helst, Egbert van Heemskerk II, Nicolas Poussin, Philippe de Champaigne, Eustache Le Sueur, Guillaume Coustou, François Boucher e muitos outros.

### Museu de História da Moldávia
O Museu de História da Moldávia foi fundado em 1916 e oferece mais de 48.000 objetos de vários campos: arqueologia, numismática, arte decorativa, livros antigos, documentos, etc. Um dos itens mais antigos, um crânio de mamute de 70.000 anos, é da Era Paleolítica Média. Entre outros itens de importância estão a cerâmica da cultura Cucuteni, artefatos dácios, sármatas, godos e romanos, e arsenal e outros itens da Idade Média. O Museu de História está localizado no interior do palácio, no piso térreo, no lado oeste, sendo a continuação do Museu da Antiguidade, fundado por Orest Tafrali em 1916. Possui quatro seções, pré-história e história antiga, história medieval, história moderna e história contemporânea, apresentando os principais aspectos do desenvolvimento das comunidades da região desde o período paleolítico até a Segunda Guerra Mundial.
O "Museu da União" e o "Museu Memorial Mihail Kogălniceanu ", em Iaşi, "Palácio Memorial Al. I. Cuza " em Ruginoasa e a "Reserva Arqueológica de Cucuteni ", também são coordenados pelo Museu de História da Moldávia.

### Museu Etnográfico da Moldávia
O Museu Etnográfico da Moldávia, fundado em 1943, possui mais de 13.000 objetos que retratam o avanço romeno através dos tempos. O Museu de Etnografia da Moldávia está localizado no lado oeste do palácio, no primeiro e no segundo andar. Pode-se admirar aqui os objetos usados pelos habitantes da Moldávia em suas atividades diárias: agricultura, viticultura, criação de animais, pesca, caça, apicultura. Pode-se ver também interiores de casas camponesas, dispositivos usados para cerâmica, tecelagem, processamento de madeira, coleções de máscaras, trajes tradicionais. Muitas dessas exposições têm mais de 100 anos.
O museu também coordena o Museu do Vinho e da Vinha em Hârlău .

### Museu de Ciência e Tecnologia
O Museu de Ciência e Técnica "Ștefan Procopiu", com uma coleção de mais de 8.500 objetos, foi fundado em 1955 como "Museu Politécnico" e renomeado, em 1994, em homenagem ao físico Ștefan Procopiu. É o lar das seções Energética, Gravação e Reprodução de Som (única na Romênia), Telecomunicações, Mineralogia - Cristalografia e Computadores.
O Museu Memorial "Poni - Cernătescu", em Iaşi, também está sob a coordenação direta do Museu de Ciência e Técnica.

## Outras atrações
Além dos quatro museus, o Palácio da Cultura apresenta outros pontos de atração. Uma delas é a Sala Gótica, onde é possível admirar o mosaico que apresenta um bestiario medieval (grifos, águias bífalos, leões). Há também a Sala dos Voivodes, localizada no primeiro andar, onde estão os retratos dos governantes da Moldávia e dos reis da Romênia, começando com Decebalus e Trajan, pinturas feitas por ftefan Dimitrescu e seus discípulos. Depois, há a sala "Henri Coandă", que recebeu o nome das esculturas e trabalhos de relevo feitos pelo famoso inventor romeno de um cimento inventado por ele. À direita, há a Turnul de Strajă (a Torre de Vigia), uma reminiscência da antiga corte principesca de Iași, junto com as galerias sob a corte do palácio. À esquerda, há uma coleção de capitéis e outros elementos arquitetônicos de pedra agrupados em um lapidário. Em frente ao palácio está a estátua equestre de Estêvão, o Grande, emoldurada por dois canhões de Krupp, troféus da Guerra da Independência da Romênia .

## Galeria

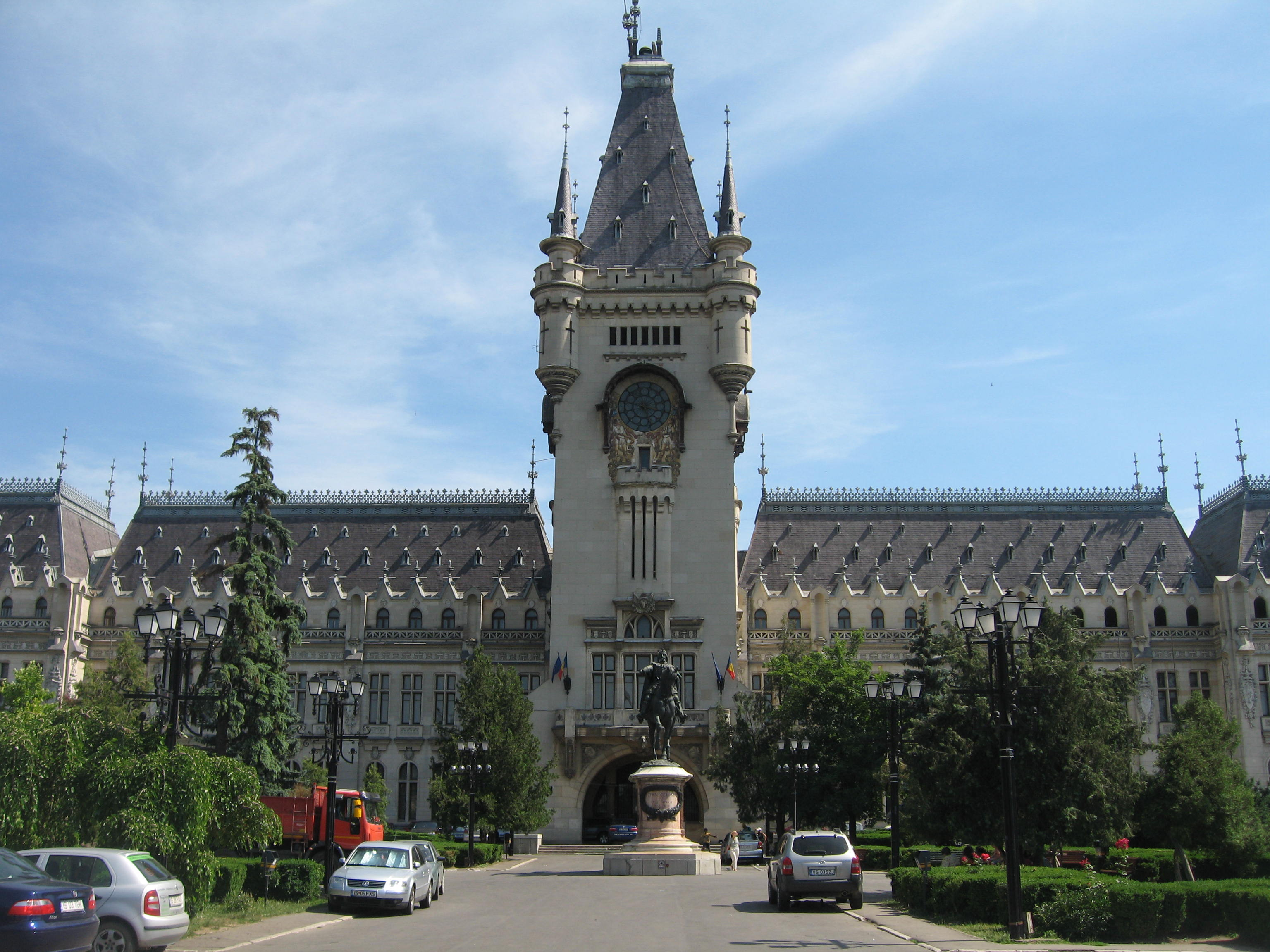
Vista frontal da Praça do Palácio
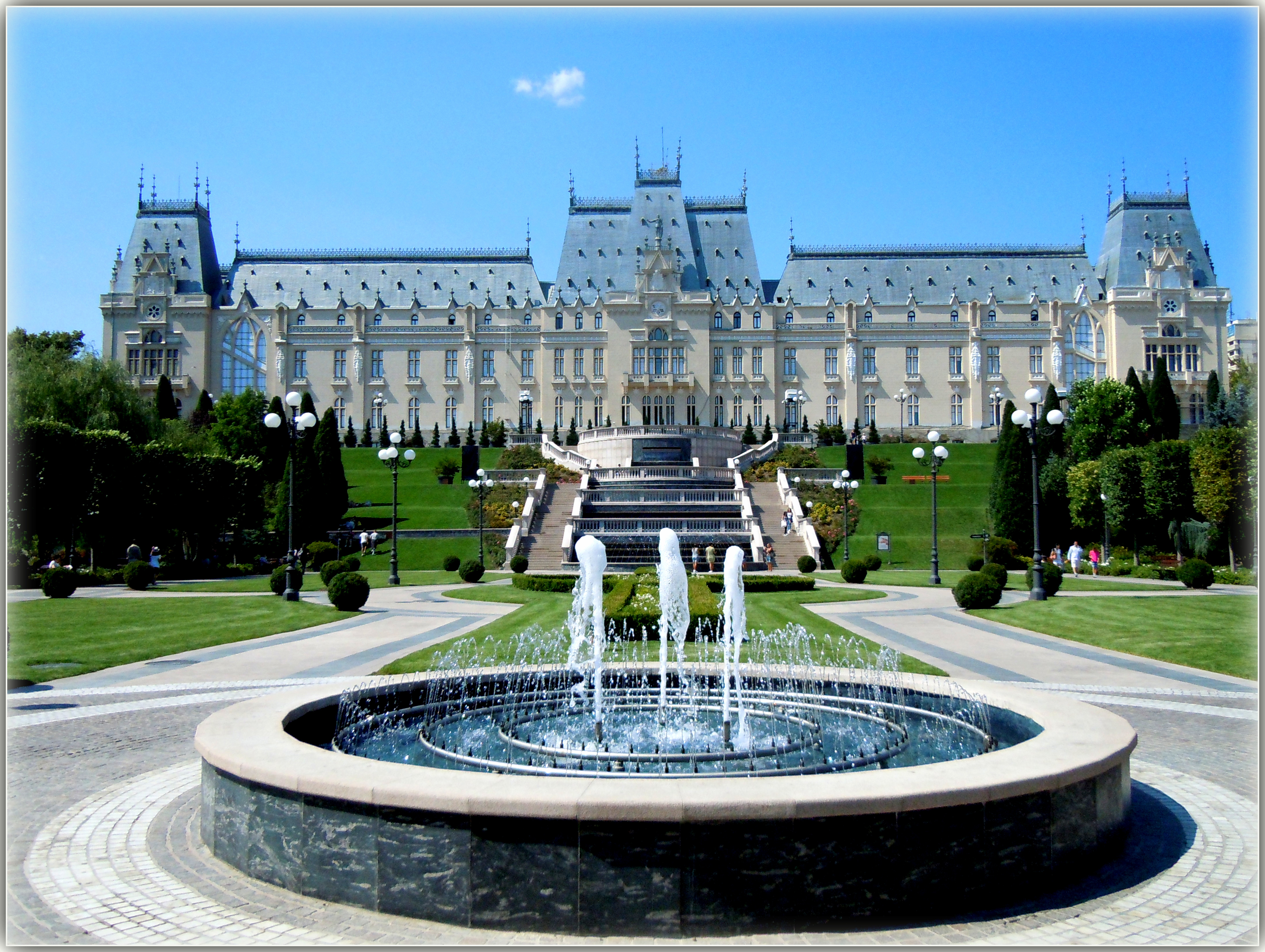
Vista traseira do Palas Garden
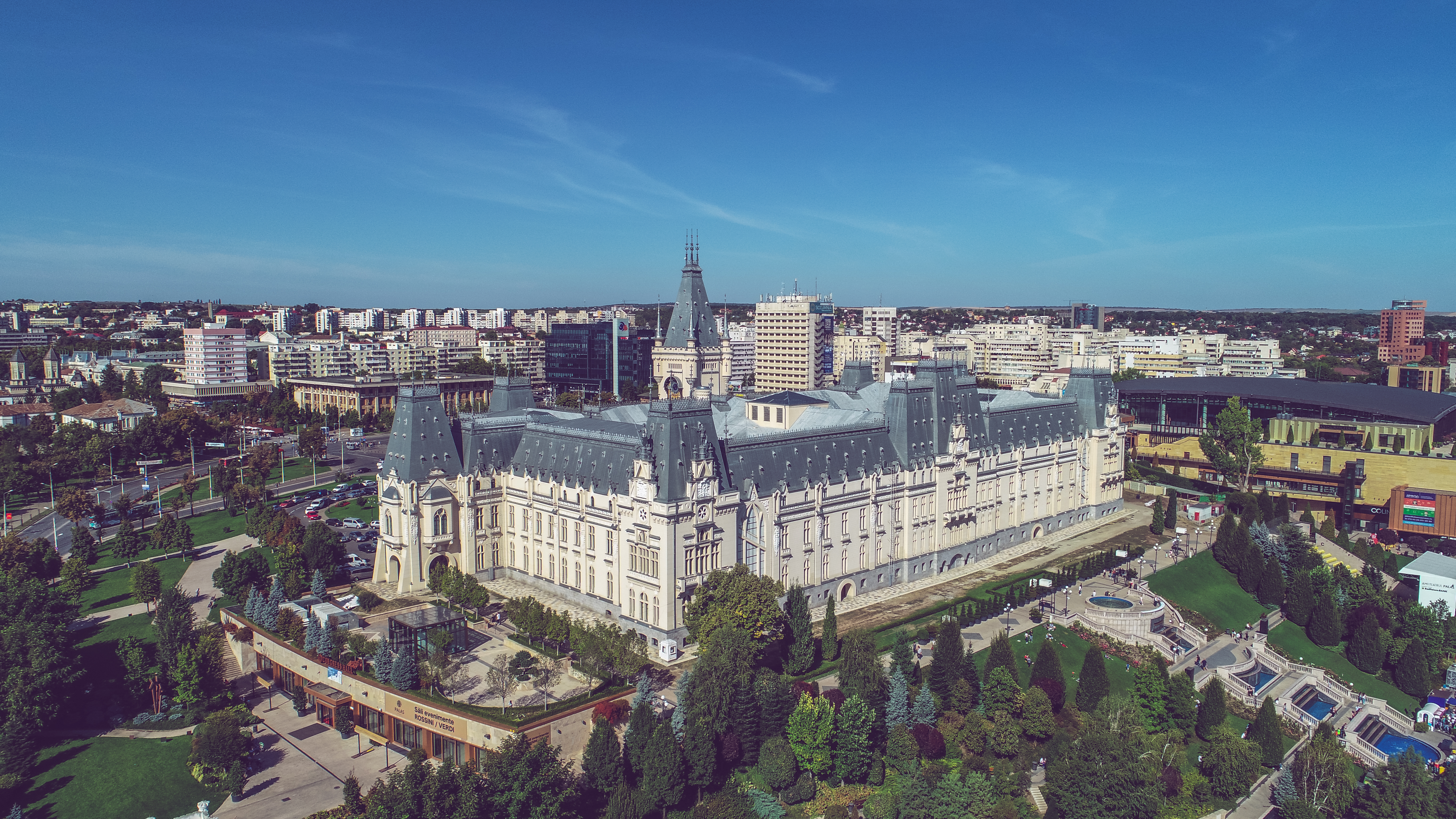
Vista aérea
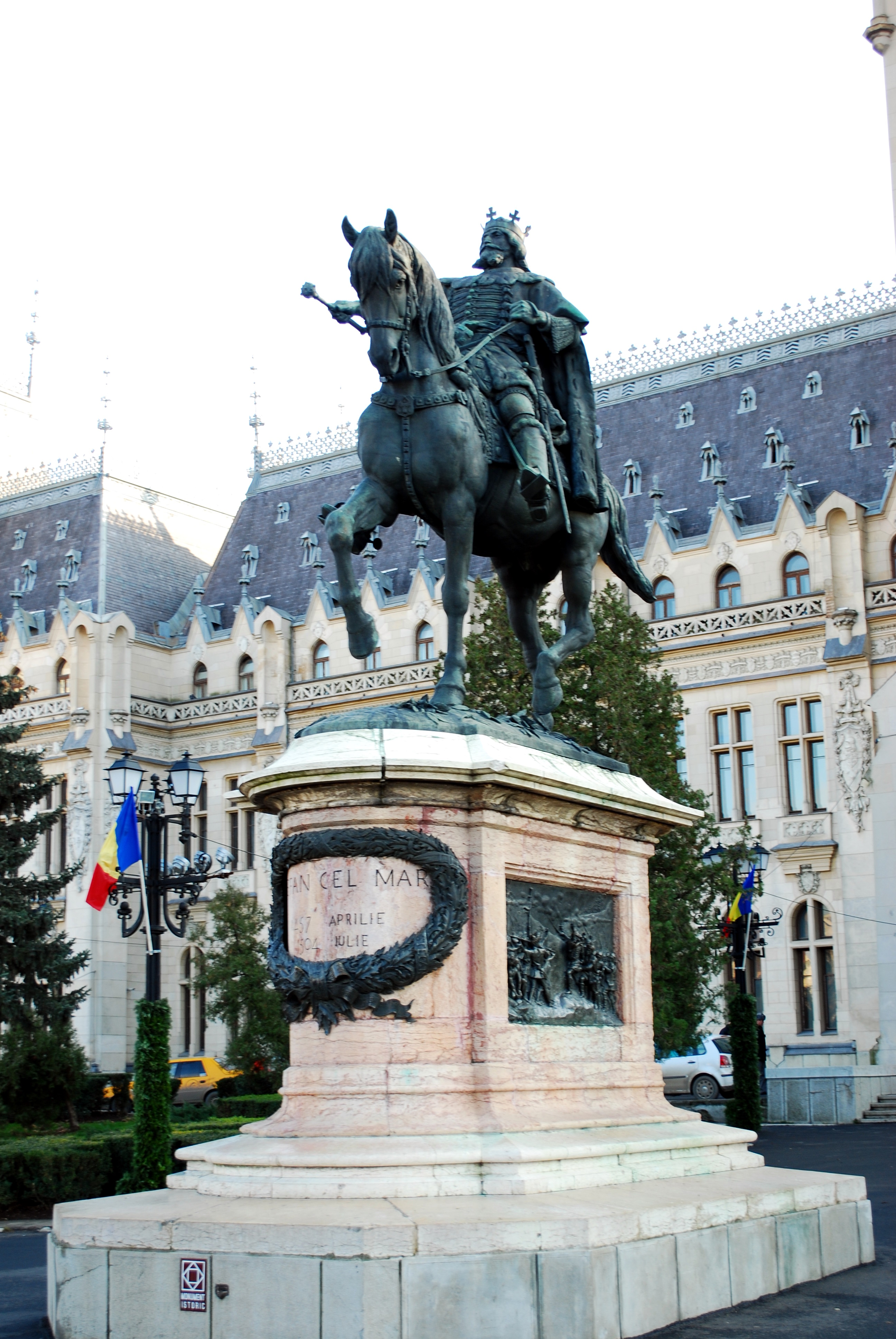
Estátua de Estêvão, o Grande
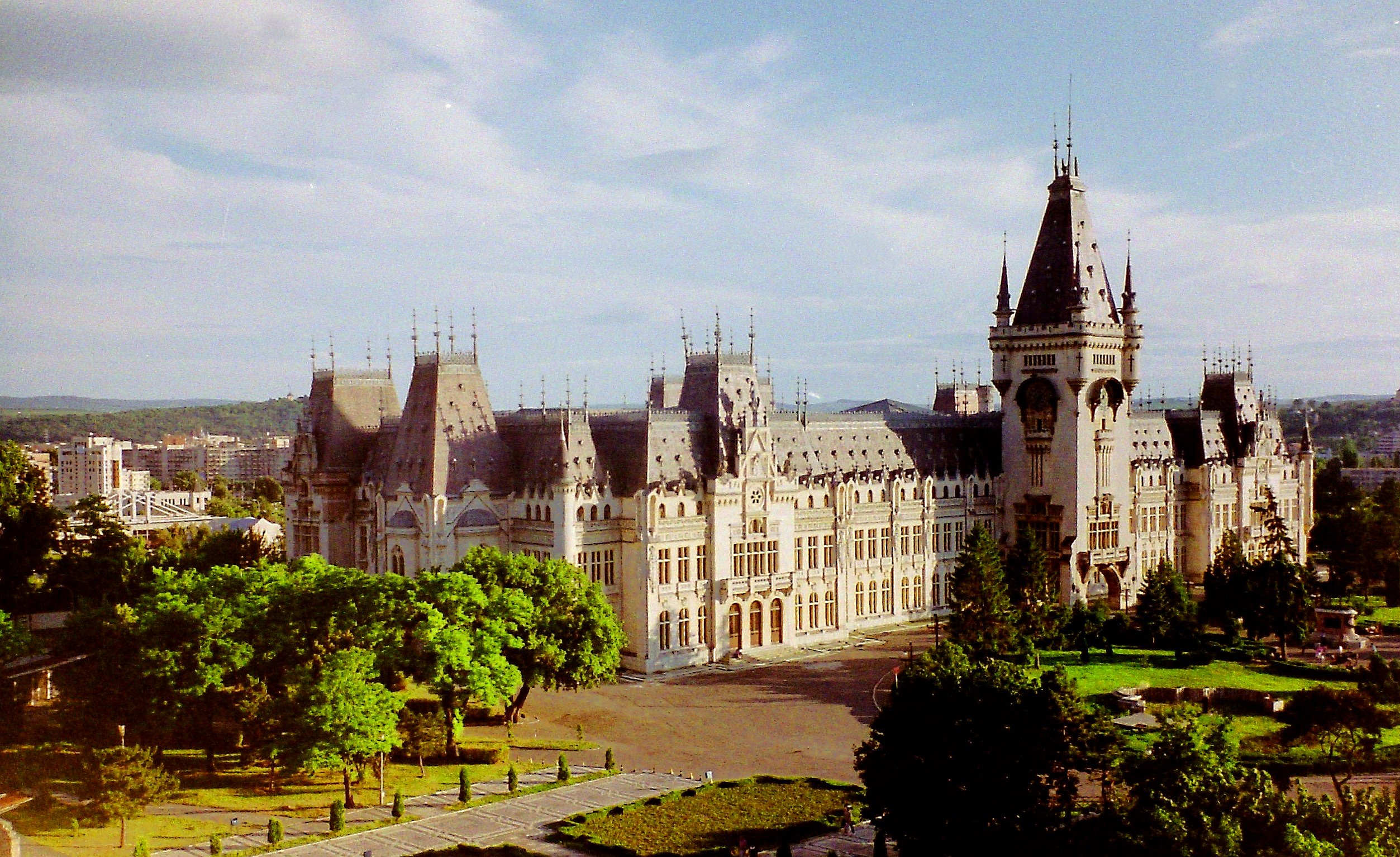
Visão geral
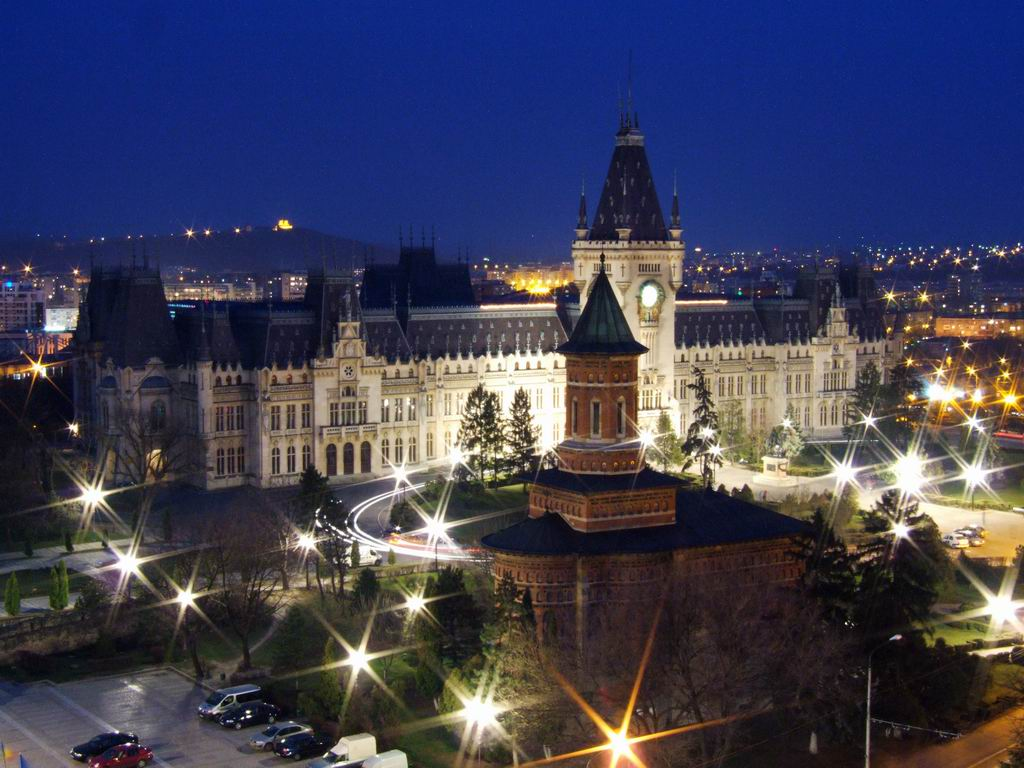
Praça do Palácio e Igreja Principesca de São Nicolau
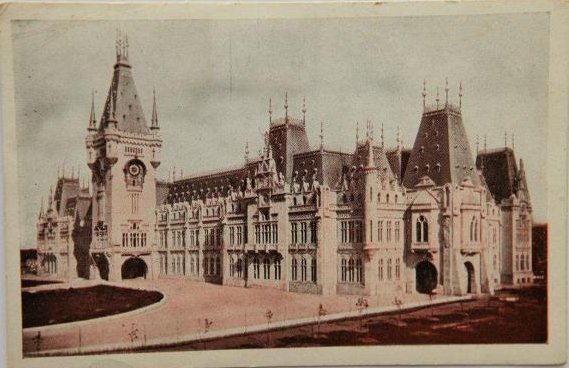
Cartão postal do entre-guerra